# Knežina (Bośnia i Hercegowina)
Knežina (cyr. Кнежина) – wieś w Bośni i Hercegowinie, w Republice Serbskiej, w mieście Sarajewo Wschodnie, w gminie Sokolac. W 2013 roku liczyła 237 mieszkańców.